# Tràgul ratllat
El tràgul ratllat (Moschiola kathygre) és una espècie de tragúlid que fou descrita el 2005. Viu a les zones humides de Sri Lanka. Anteriorment aquest animal era classificat com a subespècie de Moschiola meminna, però en fou separat basant-se en el concepte filogenètic d'espècie.